# Велике Лонкі
Велике Лонкі (пол. Wielkie Łąki, нім. Hillersdorf) — село в Польщі, у гміні Корфантув Ниського повіту Опольського воєводства.
Населення — 113 осіб (2011).

## Демографія
Демографічна структура станом на 31 березня 2011 року:
|          | Загалом | Допрацездатний вік | Працездатний вік | Постпрацездатний вік |
| -------- | ------- | ------------------ | ---------------- | -------------------- |
| Чоловіки | 53      | 11                 | 40               | 2                    |
| Жінки    | 60      | 17                 | 32               | 11                   |
| Разом    | 113     | 28                 | 72               | 13                   |